# Hysteropezizella prahliana
Hysteropezizella prahliana är en svampart som först beskrevs av Jaap, och fick sitt nu gällande namn av John Axel Nannfeldt 1932. Hysteropezizella prahliana ingår i släktet Hysteropezizella, ordningen disksvampar, klassen Leotiomycetes, divisionen sporsäcksvampar och riket svampar.  Utöver nominatformen finns också underarten orcadensis.